# Deronectes semirufus
Deronectes semirufus là một loài bọ cánh cứng trong họ Bọ nước. Loài này được Germar miêu tả khoa học năm 1844.